# 이보희 (성우)
이보희(1986년 1월 3일 ~ )는 한국의 여자 성우다. 2010년 대원방송 2기 공채 성우로 데뷔했다. 배우자는 대원방송 1기 성우 서원석이다.

## 애니메이션 출연작품
굵은 글씨는 메인 캐릭터.

### 인공지능 서비스
- SKT 음성인식 디바이스 NUGU (SK텔레콤) - Voice Assistant

### 대원방송
- GO! GO! 동물탐험대 (대원방송)
- SD건담 삼국전 (대원방송) - 마초 블루데스트니 달의 요정 세일러문 (대원방송) - 한나, 루키
  - 달의 요정 세일러문S (대원방송) - 코코 / 세일러 새턴 , 미스트리스 9
  - 달의 요정 세일러문ST (대원방송) - 코코 / 세일러 새턴
  - 드래곤볼 카이 (대원방송) - 푸알
  - 디지몬 크로스워즈 (대원방송) - 치비카메몬, 모니몬
  - 뱀파이어 프린세스 (대원방송) - 네리
  - 블루 드래곤 천계의 7룡 (대원방송) - 린다, 마틸다
  - 소년탐정 김전일 Original (대원방송) - 유키하사, 마다라메 아게하, 타츠미 모에기, 토키하라 유우, 오가타 나츠요
  - 신령사냥 (대원방송)
  - 엉뚱발랄 재키캣 (대원방송)
  - 미라클 체인지 퍼펙트 반장! (대원방송) - 차이수, 강희
  - 우리들이 있었다 (대원방송) - 나나미의 어머니, 마이
  - 원피스 Original (대원방송) - 어린 루피, 노지코
  - 유희왕 ZEXAL (대원방송) - 한소희
  - 킹라이온 볼트론포스 (대원방송) - 라라
  - 페어리 테일 (대원방송) - 샤를, 어린 나츠, 버르고, 라키
  - 후레쉬 프리큐어! (대원방송) - 소희의 엄마, 옐로우링, 나나
  - 하트캐치 프리큐어! (대원방송) - 진달래 / 큐어 블로섬
  - 해파리 공주 (대원방송) - 코이부치 부인

### KBS
- 꾸러기 케라톱스 코리요 (KBS) - 알콩이
- 캐치! 티니핑 - 차차핑, 레나

### 타방송사
- 매일엄마 (SBS) - 채린, 광수, 마준, 영찬의 엄마
- 선비의 길 (광주MBC) - 내래이션
- 키즈 CSI 과학수사대 (MBC)
- 포켓몬스터 XY (투니버스) - 프루미에
- 미라큘러스: 레이디버그와 블랙캣 (EBS) - 라일라(볼피나)
- 몬카트 (EBS) - 세나 포시즌
- 숲의 요정 페어리루 ~마법의 거울~ - 지연희, 시프, 체리&버찌
- 새콤달콤 캐치! 티니핑 - 레나, 머랭핑

### 영화 애니 더빙
- Yes! 프리큐어5 극장판 거울 나라의 미라클 대모험! (애니박스) - 다크 아쿠아
- 리틀 고비 (극장) - 쿠마
- 슬램 덩크 극장판 (애니박스) - 희정
- 짱구는 못말려 극장판: 엄청난 태풍을 부르는 금창의 용사 - 아나운서
- 짱구는 못말려 극장판: 포효하라! 떡잎 야생왕국 - 차은주
- 페어리 테일 극장판 봉황의 무녀 (극장) - 샤를

### 드라마 더빙
- 가면라이더 디케이드 (대원방송) - 아키라, 아마키, 리츠코
- 가면라이더 더블 (대원방송) - 퀸 (이타노 토모미), 유진
- 가면라이더 오즈 (대원방송)
- 파워레인저 미라클포스 (대원방송)
- 파워레인저 캡틴포스 (대원방송) - 인썬

### 외화 더빙
- 두부의 맛 (OBS)

#### 드라마
- 마이사 천상의목소리 (텔레노벨라) - 어린 마이사, 어린 자이미, 니나
- 삼국지 극장판 (채널칭) - 초선
- 대막요 (채널칭) - 진상

### 게임
- 메이플스토리 (넥슨) - 제로 베타, 륀느
- 재배소년 -  양치기 솜
- 클로저스 - 레비아
- 아스트라 - 유저 여성 캐릭터의 보이스 (여러 가지 성우들의 보이스 중 택1 방식)
- 소울워커 - 하루 에스티아
- 그랜드체이스(모바일) - 라스엘,카라네로
- 로스트아크 - 모카모카
- 던전앤파이터(PC) - 마티어스 네스만(크레인게임)
- 원신 - 노엘, 각청
- 승리의 여신 니케 - 블랑

### 내레이션
- 2022년 KBS1 《다큐On》 151회 : 매향갯벌 생명을 부르다

### 드라마 CD
- 나와 호랑이님 - 아야
- 손만 잡고 잤을 텐데?! - 자세연
- 콤플렉스 시스터 - 미나

### 노래
주제가
- 미라클 체인지 퍼펙트 반장 닫는 노래 - 우아한 걸
- 유희왕 ZEXAL 여는 노래 - Duel!
- 하트 캐치 프리큐어! 여는 노래 - Alright! 하트 캐치 프리큐어!

삽입곡

### 기타
- 도둑들 (배리어프리) - 주리 목소리
- 녹색시대 녹색현장 (환경TV) - MC
- 출발 현장속으로 (CJ헬로비전) - 리포터